# Triopas (Argos)
Triopas (altgriechisch Τριόπας Triópas), der König von Argos, ist in der griechischen Mythologie der Sohn des Phorbas und der Euböa.
Seine Kinder waren Anthus, Iasos, Agenor, Messene, Pelasgos und Xanthos. Sein Sohn Iasos wurde nach ihm König von Argos.
Tatsächlich dürfte es sich bei dieser Gestalt um eine Variante des thessalischen Heros Triopas handeln. Die Sage wanderte im Laufe der Zeit mit den Völkern und wurde in Argolis der dortigen Genealogie angepasst.